# Christine Antorini

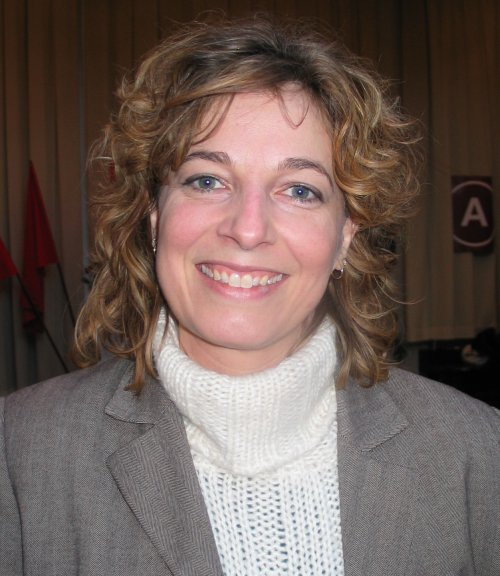
Christine Antorini (2005)

Christine Edda Antorini (* 23. Mai 1965 in Jyllinge bei Roskilde) ist eine dänische Politikerin der Sozialdemokraten. Vom 3. Oktober 2011 bis zum 28. Juni 2015 war sie Ministerin für Kinder und Bildung in der Regierung von Ministerpräsidentin Helle Thorning-Schmidt.

## Familie
Antorinis Vater war Milchhändler, die Mutter Lehrerin. Der Nachname stammt von der Familie mütterlicherseits. Antorini hat zwei erwachsene Kinder. Seit 1995 ist sie geschieden.

## Ausbildung und Beruf
Antorini studierte nach dem Besuch des Roskilder Himmelev-Gymnasiums von 1985 bis 1987 Politikwissenschaften an der Universität Aarhus. Zwischen 1989 und 1994 absolvierte sie ein Studium im Fach Öffentliche Verwaltung an der Universität Roskilde.
Nach dem Studium war sie von 1995 bis 1997 Mitarbeiterin in der Kommunikationsabteilung des Hörgeräteherstellers Oticon. Nachdem sie sich mehrere Male erfolglos um einen Sitz im Folketing beworben hatte, wurde sie bei der Folketingswahl 1998 im Wahlkreis Østre Storkreds ins Parlament gewählt. Sie legte das Mandat aber bereits am 30. November 1999 nieder, um als Leiterin der Verbraucherzentrale (Forbrugerinformationen) tätig zu werden. Ab 2003 war sie Moderatorin der Fernsehsendung «Deadline» bei DR 2, ehe sie von 2004 bis 2005 Sachbearbeiterin beim Handels- und Büroangestelltenverband (Handels- og Kontorfunktionærernes Forbund, HK) wurde.
1999 erhielt Antorini den Nina-Bang-Preis des Gewerkschaftsbundes LO, 2002 wurde sie mit dem Verbraucherpreis des Verbandes dänischer Konsumgenossenschaften (Fællesforeningen for Danmarks Brugsforeninger) ausgezeichnet.
Von 2001 bis 2004 wirkte Antorini in der Denkfabrik der Akademie für Technische Wissenschaften (Akademiet for de Tekniske Videnskaber); von 2003 bis 2004 war sie Vorsitzende des Gremiums für Forschungsvermittlung im Wissenschaftsministerium sowie seit 2004 Mitglied im Technischen Sicherheitsrat (Det Tekniske Sikkerhedsråd).
Neben ihrer Parlamentstätigkeit arbeitete sie von 2005 bis 2006 als Beraterin des Fischereiunternehmens «Royal Greenland» und ist seit 2006 Mitglied von VL-13, einem Netzwerk von Führungskräften aus Privat- und öffentlichem Sektor.

## Politik
Während des Studiums saß Antorini von 1983 bis 1988 im Landesvorstand der Jugendorganisation SFU der Sozialistischen Volkspartei (SF). 1988 bis 1998 war sie Mitglied im Parteivorstand der SF, 1991 bis 1998 als Stellvertretende Parteivorsitzende. Sie war von 1999 bis 2002 im Arbeitsausschuss von Nyt Europa aktiv, einer föderalistisch-proeuropäischen Organisation.
2002 wechselte sie von der SF zur Sozialdemokratischen Partei. Bei der Folketingswahl 2005 konnte sie einen Sitz im Wahlkreis Søndre Storkreds gewinnen. 2007 und 2011 trat sie erfolgreich in Nordsjællands Storkreds an.

## Veröffentlichungen
- Borgerlige ord efter revolutionen. Gyldendal, Kopenhagen 1999. ISBN 87-00-38388-0
- Det ny systemskifte. Gyldendal, Kopenhagen 2001. ISBN 87-02-00504-2
- Opgør med Helligfranserne. in: Adam Holm, Idealisme eller fanatisme? Opgøret om venstrefløjen under den kolde krig. Forum, Kopenhagen 2003. ISBN 87-553-3400-8
- Epostler: En politisk debatbog. Gyldendal, Kopenhagen 2003. ISBN 87-02-02430-6
- Fremtidens partier. Gyldendal, Kopenhagen 2008. ISBN 9788702066029